# Pedro Arriola Ríos
Pedro Arriola Ríos   (Sevilla, 1948 - Madrid, 28 de gener de 2022) fou un sociòleg espanyol. Va ser assessor dels presidents del Partit Popular José María Aznar i Mariano Rajoy. Va estudiar Ciències Econòmiques a la Universitat de Màlaga i, posteriorment, a Madrid, Ciències Polítiques. Va treballar com a assessor d'empreses en la negociació de convenis col·lectius. El 1989 va començar a assessorar a José María Aznar qui, el 1998, el va incloure com un dels representants del Govern d'Espanya en les converses amb ETA, quan la banda terrorista va formalitzar la seva primera treva. El 2014 va representar Rajoy davant el Govern de Catalunya per buscar una sortida prèvia a la consulta sobre la independència de Catalunya del 9-N. Casat amb Celia Villalobos, pel Partit Popular va realitzar anàlisis i estudis demoscòpics. Va morir el 28 de gener de 2022 als 74 anys.

## Referêncies
1. 1 2 3  del Riego, Carmen. «La fi de l'era Arriola».   La Vanguardia, 06-09-2018. [Consulta: 28 gener 2022].
2. ↑  «Arriola defensa Tezanos: no és acceptable atacar-lo per ser socialista».   El Periódico, 18-06-2019. [Consulta: 28 gener 2022].
3. 1 2 3  «Muere Pedro Arriola, uno de los principales asesores de Aznar y Rajoy» (en castellà).   El País, 28-01-2022. [Consulta: 28 gener 2022].